# سلسلة التوريد القائمة على العملاء
في سلسلة التوريد القائمة على العملاء، يكون طلب المستخدم النهائي هو المحرك لجميع الأنشطة الدائرة بين الشركاء التجاريين.
تميز سلسلة التوريد القائمة على العملاء بين الإجراءات التي توفر لـ العملاء القيمة الحقيقية والإجراءات التي لا تؤدي إلا إلى زيادة التكاليف. فهي تسهل وأحيانًا تزيد من التعاون مع الموردين. أنها تقلل طوال الوقت من نقاط الاتصال ونقاط اتخاذ القرار. وتزيد من فعالية الآلات وعمليات النقل. وتوفر وصولاً سريعًا للبضاعة الموجودة لبيعها وتقديمها. كما تعمل على تقليل تكدس البضائع ونفاذ البضائع والانكماش وتأخر الطلبات فضلاً عن ميكنة نقل بيانات الجرد بين المخازن والمستودعات. ويقلل أخطاء طلبات الشراء. وتزيد من سرعة الوقت اللازم للتسوق.